# Le Temps de la rentrée
Singles de France Gall
L'Amérique
(1965) Nous ne sommes pas des anges
(1965)
Clip vidéo
[vidéo] « Le Temps de la rentrée (archive INA, 1965) », sur YouTube
Le Temps de la rentrée est une chanson de France Gall. Elle est initialement parue en 1965 en EP et ensuite en 1966 sur l'album Baby pop,.

## Développement et composition
La chanson a été écrite par Robert Gall et Philippe Gall. L'enregistrement a été produit par Denis Bourgeois.

## Liste des pistes
EP 7" 45 tours (1965, Philips 437.125 BE, France)
A1. L'Amérique (2:15)
A2. On se ressemble toi et moi (2:40)
A3. Nous ne sommes pas des anges (2:40)
A4. Le temps de la rentrée (1:40)

## Classements
| Classement (1965)                       | Meilleure position |
| --------------------------------------- | ------------------ |
| Belgique (Wallonie Ultratop 50 Singles) | 32                 |